# Provinz Las Tunas
| Las Tunas          | Las Tunas      |
| ------------------ | -------------- |
| Karte              |                |
| Hauptstadt         | Las Tunas      |
| Fläche             | 6.592,66 km²   |
| Einwohner          | 532.645 (2012) |
| Bevölkerungsdichte | 80,8 EW/km²    |
| ISO-Code           | CU-10          |

Las Tunas ist eine Provinz im Osten Kubas. Ihre Hauptstadt ist die gleichnamige Stadt Las Tunas. Bis zur Verwaltungsreform im Jahr 1976 war sie Teil der deutlich größeren Provinz Oriente.

## Geografie
Die Provinz Las Tunas hat eine Gesamtfläche von 6592,66 km². Im Süden bildet der Golf von Guacanayabo die natürliche Grenze, im Westen die Provinz Camagüey. Der Atlantik schließt sich im Norden an, die Provinzen Holguín und Granma im Osten und Südosten.
Da die Provinz heute kaum Bewaldung vorweisen kann, wurde Las Tunas Teil eines staatlichen Aufforstungsprogramms. Bis zum Jahr 2015 sollten dadurch wieder 18,5 % der Gesamtfläche bewaldet sein. 2017 waren 19,3 % erreicht. 2019 wurden die Planzahlen übertroffen und Gewinne aus der Forstwirtschaft gemeldet.

## Verwaltungsgliederung
Die Provinz Las Tunas gliedert sich in acht Municipios. Mit Ausnahme von Majibacoa sind die Verwaltungssitze in den gleichnamigen Städten beheimatet.
| Municipio (Verwaltungssitz)     | Fläche in km² (2010) | Einwohner (2010) | Einwohner pro km² (2010) |
| ------------------------------- | -------------------- | ---------------- | ------------------------ |
| Amancio (Amancio)               | 852,53               | 40.647           | 47,7                     |
| Colombia (Colombia)             | 559,97               | 32.815           | 58,6                     |
| Jesús Menéndez (Jesús Menéndez) | 638,17               | 50.460           | 79,1                     |
| Jobabo (Jobabo)                 | 885,63               | 47.350           | 53,5                     |
| Las Tunas (Las Tunas)           | 908,92               | 200.238          | 220,3                    |
| Majibacoa (Calixto)             | 698,89               | 43.098           | 61,7                     |
| Manatí (Manatí)                 | 942,30               | 31.478           | 33,4                     |
| Puerto Padre (Puerto Padre)     | 1.106,25             | 91.976           | 83,1                     |
| Gesamt                          | 6.592,66             | 538.062          | 81,6                     |